# Język kagayanen
Język kagayanen, także: cagayanon, cagayano, cagayancillo, kagay-anen, kinagayanen – język austronezyjski z grupy języków filipińskich. Według danych z 2007 r. posługuje się nim 30 tys. osób, przede wszystkim w prowincji Palawan na Filipinach. Jego użytkownicy zamieszkują wyspy Cagayan, a także Palawan, główną wyspę prowincji (zwłaszcza miasta Roxas, Narra i Puerto Princesa).
Powszechna jest wielojęzyczność. W użyciu są też takie języki, jak tagalski (filipiński), hiligaynon, kinaray-a, cebuański, cuyonon. Istnieją różnice między odmianą z wysp Cagayan (wykazującą wpływy hiligaynon) a odmianą z wyspy Palawan (która została w większym stopniu poddana wpływom języka tagalskiego). Odnotowano, że poza wyspami Cagayan filipiński bywa wykorzystywany w sferze domowej i przyswajany jako pierwszy język. Skupiska ludności Kagayanen występują też w innych zakątkach prowincji Palawan (Coron, Busuanga, wyspa Balabac), w prowincjach Iloilo, Antique i Negros Occidental oraz w Manili.
Jego dokładne umiejscowienie pośród języków filipińskich jest niejasne. C.W. Harmon (1977) zasugerowała włączenie tego języka do języków manobo. Oznaczałoby to, że kagayanen jest najbardziej wysuniętym na północ przedstawicielem tej grupy.
Jest zapisywany alfabetem łacińskim.